# John L. Sullivan (Boxer)
John Lawrence Sullivan (* 15. Oktober 1858 in Roxbury, Boston; † 2. Februar 1918 in Abington, Massachusetts) war ein US-amerikanischer Boxer. Er ging als erster offiziell geführter Schwergewichtsweltmeister in die Boxgeschichte ein.

## Leben
Sowohl im Kampf mit den heute üblichen Boxhandschuhen als auch im Duell mit den blanken Fäusten machte er sich einen Namen. Er galt als sehr schlagstarker Boxer und seine teilweise über 75 Runden gehenden, spektakulären Kämpfe machten ihn zu einem der ersten Sportidole der USA.
Sullivan schlug den damals berühmtesten und ebenfalls irisch-amerikanischen Schwergewichtler Paddy Ryan 1882 und 1885 Bare-knuckle nach London Prize Ring Rules k. o.
Am 28. August 1885 besiegte er nach den Queensberry-Regeln in Cincinnati Dominick McCaffrey in 7 Runden und wurde somit zum ersten anerkannten Schwergewichtsweltmeister.
Gegen seinen britischen Rivalen Charlie Mitchell boxte er 1888 in Chantilly (Frankreich), nach „London Prize Ring Rules“ und ohne Handschuhe, in einem Kampf über 39 Runden, nur unentschieden.
Sein berühmtester K. o. gelang ihm ebenfalls mit blanken Fäusten 1889 gegen den von Mitchell trainierten Jake Kilrain im letzten Titelkampf der Schwergewichtsgeschichte nach „London Prize Ring Rules“ in der 75. Runde.
Sullivan trat nie gegen dunkelhäutige Gegner an. So verweigerte er beispielsweise auch den Kampf gegen „The Black Prince“ Peter Jackson. 1881 war ein Kampf gegen den schwarzen Kanadier George Godfrey („Old Chocolate“) angesetzt, der aber von der Polizei verhindert worden war.
Über sieben Jahre konnte er seinen Titel verteidigen, ehe er am 7. September 1892 von dem irischstämmigen Amerikaner Jim Corbett in einem Kampf, der bis in die 21. Runde ging, entthront wurde.
Sullivan galt während seiner Karriere als Alkoholiker, später war er Befürworter der Prohibition und hielt Vorträge gegen den Alkoholismus. 1990 wurde er in die International Boxing Hall of Fame aufgenommen.